# Vígríðr

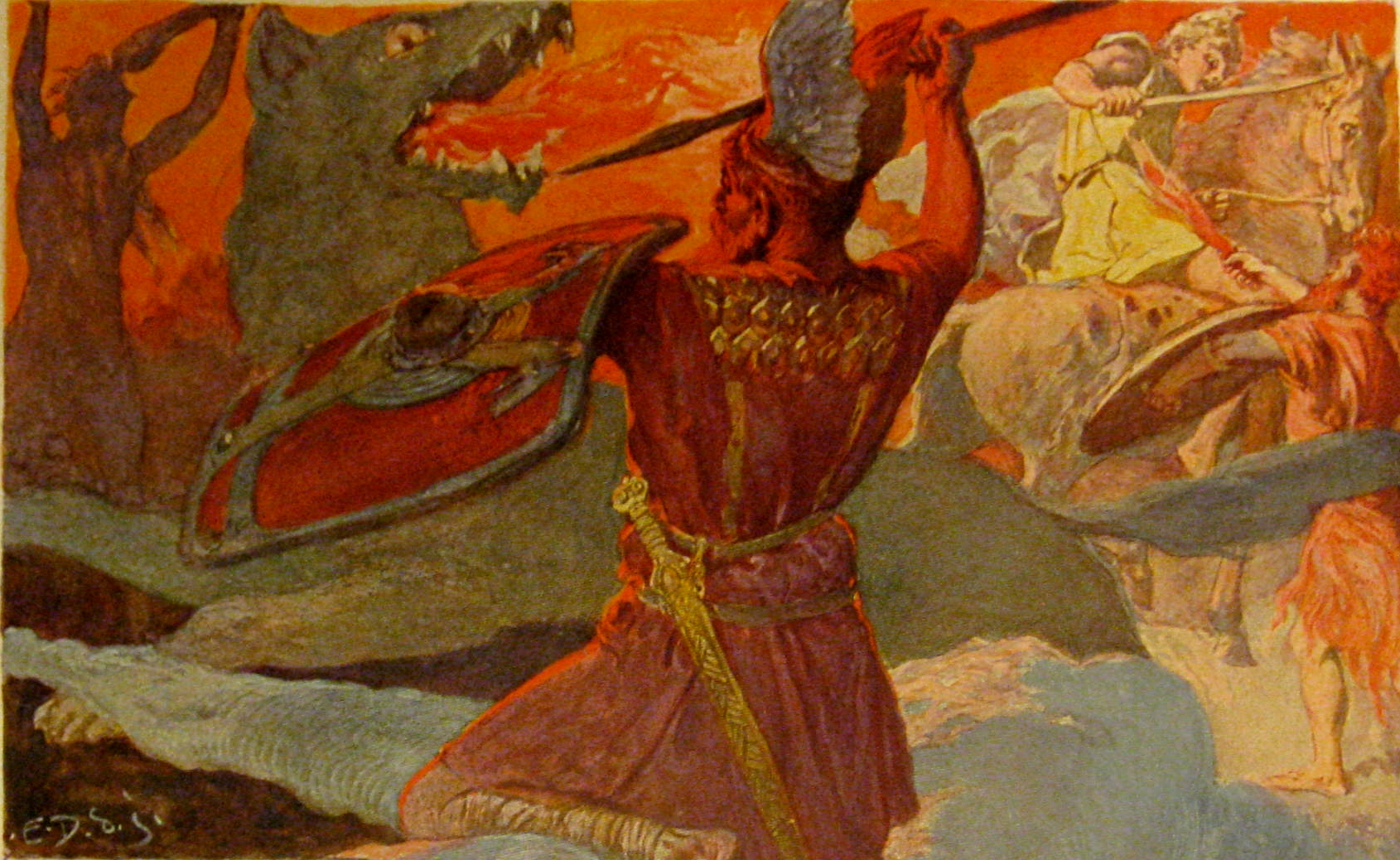
Odín luchando contra el lobo Fenrir mientras otras deidades combaten en el campo de batalla de Vígríðr. Ilustración de Emil Doepler (1905).

En la mitología nórdica, Vígríðr también conocido como Óskópnir, es un gran campo de batalla donde combatirán las fuerzas de los dioses Æsir y las fuerzas del gigante Surtr como parte de los eventos desencadenantes del Ragnarök. El lugar se cita en la Edda poética, compilada en el siglo XIII de anteriores obras literarias, así como en la Edda prosaica, ambas escritas por el escaldo islandés Snorri Sturluson. La Edda poética menciona brevemente el campo de batalla donde ambas partes se enfrentaban, mientras que la Edda prosaica ofrece una información más amplia, anticipando que es un lugar donde morirán muchas deidades (y sus enemigos) antes que el mundo sea engullido por el fuego y renazca.

## Etimología
En nórdico antiguo, Vígríðr significa "lugar donde se celebra la batalla". El origen del otro nombre, Óskópnir todavía es objeto de debate, pero se decanta hacia "la (todavía no) originada", "sin celebrar" o "sin hacer".

## Edda poética
En la Edda poética encontramos el poema Vafþrúðnismál, el dios Odín, disfrazado como "Gagnráðr" se enfrenta con el sabio gigante Vafþrúðnir en una batalla de ingenio. Entre muchas otras cuestiones, Vafþrúðnir pregunta a Odín cual es el nombre de la llanura donde los dioses y Surt se encontrarán. Odín responde que el nombre de la llanura es Vígríðr, y que el tamaño del campo de batalla es de 100 leguas en cada dirección:

| Traducción de Benjamin Thorpe: Vafthrûdnir. Dime, Gagnrâd! Desde que estás sobre la tierra que pisas muestra su aptitud, cómo se llama aquella llanura, donde en lucha se encontrarán Surt y los dioses gentiles? Gagnrâd. Vigrid es el nombre de la llanura, donde en lucha se enfrentarán Surt y los dioses gentiles; un centenar de leguas hay por cada extremo. Esa llanura se les decretó. | Traducción de Henry Adams Bellows: Vafthrudnir habló: "Contesta ahora, Gagnrath, si sobre el suelo estás Muestra tu sabiduría: ¿Cuál es el nombre del campo (de batalla) donde se enfrentarán Surt y los gentiles dioses?" Othin habló: "Vigrith es la llanura donde en lucha se encontrarán Surt y los gentiles dioses; Cien millas mide por cada extremo, Y también sus límites establecidos." |  |

Para esta traducción, Henry A. Bellows resalta que "cien millas" es una "frase genérica para mencionar una vasta distancia".
En el poema Fáfnismál de la Edda poética, la moribunda serpiente Fafner es interrogada por el héroe Sigurd sobre cuál es el nombre de la isla donde Surt y los dioses lucharán. Fafner responde que la isla se llama Óskópnir.

## Edda prosaica

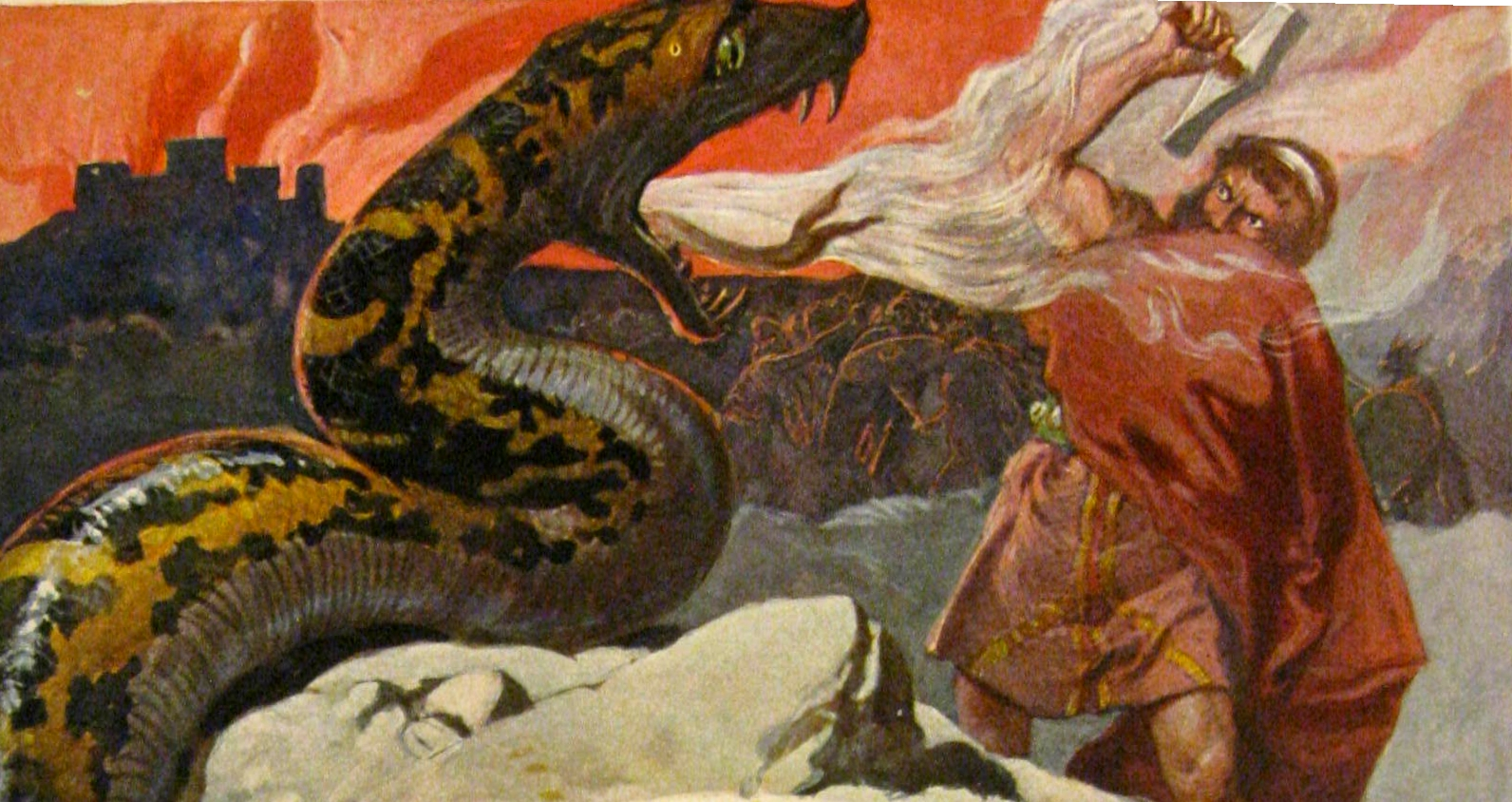
La serpiente Jörmungandr se enfrenta al dios Thor, mientras tiene lugar la batalla en Vígríðr tras ellos. Ilustración de Emil Doepler (1905).

En el Gylfaginning de la Edda prosaica, Hár, Jafnhár y Þriði profetizan los acontecimientos del Ragnarök. Hár dice que las fuerzas de Muspelheim se reunirán en la llanura de Vígríðr, un campo que cita como de "cien leguas en cada dirección". Entonces el monstruoso lobo Fenrir y la enorme serpiente Jörmungandr llegarán. Para entonces, el jotun Hrym con los gigantes de hielo y Loki con "todo el pueblo de Helheim" también habrán llegado.
Al reunirse estas fuerzas, el dios Heimdal hará sonar su cuerno, Gjallarhorn, que despertará a los dioses. Los dioses celebrarán su Thing. Odín hacia Mímisbrunnr y consultará a Mímir por él y su pueblo. Yggdrasil,el árbol de los mundos, temblará y todos los seres tendrán miedo. Los dioses y los guerreros einherjar se prepararán para la Guerra y avanzarán hacia Vígríðr. Odín, llevando su casco Dorado, su cota de malla y ostentando su lanza Gungnir, cabalgará al frente.
Odín se enfrentará directamente con Fenrir y el dios Thor, no podrá ayudarle ya que estará luchando contra Jörmungandr. Freyr se enfrentará al feroz Surtr y, como Freyr no tiene la espada que dio a su sirviente Skírnir, caerá tras una lucha brutal. Otro dios, Tyr luchará contra el sabueso Garm y ambos morirán. Thor matará a Jörmungandr pero no sobrevivirá más de nueve pasos antes de caer muerto por el veneno de la serpiente. Fenrir devorará a Odín, pero inmediatamente otro hijo de Odín, Víðarr matará a la fiera arrancando sus fauces. Loki y Heimdal también se matarán mutuamente, tras su muerte, Surt lanzará fuego sobre la tierra y quemará el mundo entero.
Más tarde en el mismo capítulo, Hár cita la respuesta de Odín del mencionado capítulo de Vafþrúðnismál.